# Amphicerus cornutus
Amphicerus cornutus är en skalbaggsart som först beskrevs av Peter Simon Pallas 1772.  Amphicerus cornutus ingår i släktet Amphicerus och familjen kapuschongbaggar. Inga underarter finns listade i Catalogue of Life.

## Bildgalleri

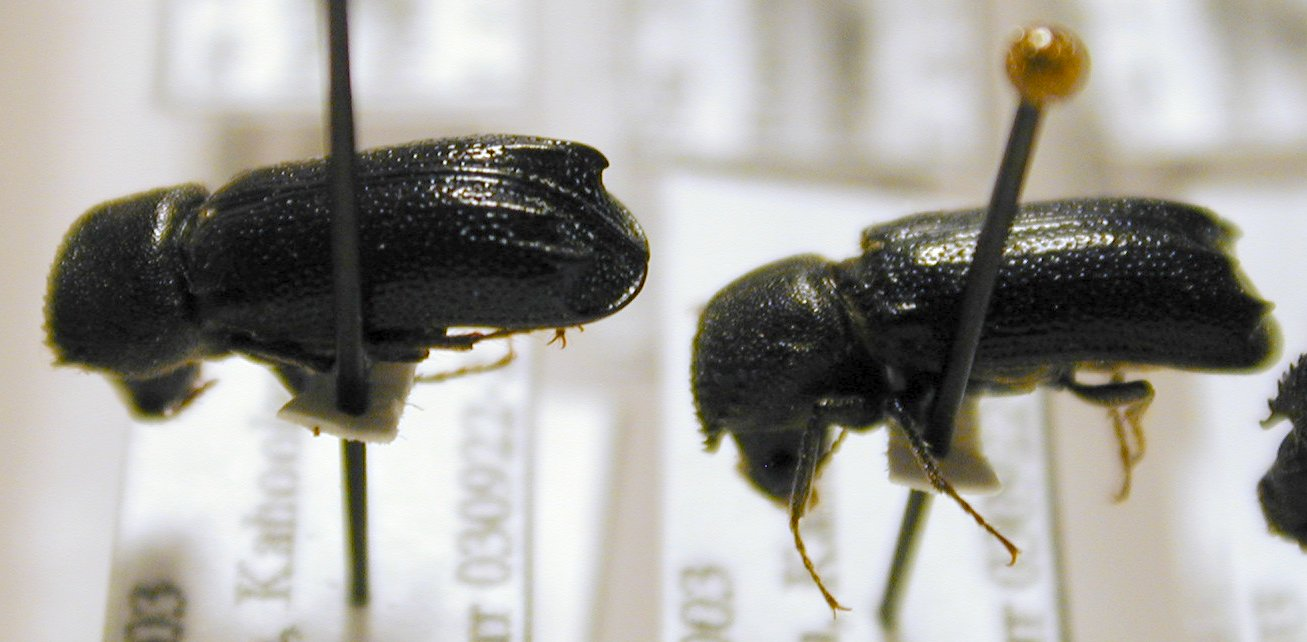